# Svejhat
Tell es-Svejhat je veliko arheološko najdišče ob Evfratu v severni Siriji. Najdišče leži približno 95 km severovzhodno od Alepa in 60 km južno od Karkemiša. Na nasprotnem bregu Evfrata je najdišče Džebel Aruda.

## Zgodovina
Svejhat je datiran v obdobje od 3100 do 1900 pr. n. št., se pravi v zgodnjo bronasto dobo in na sam začetek srednje bronaste dobe. Najdišče meri okoli 45 hektarjev in vsebuje osrednjo gomilo (tell), ki se dviguje okoli 15 metrov nad okolico. Okoli gomile so ostanki zemljenega okopa. Mesto je stalo na samem robu mezopotamskega kmetijskega področja in bilo že v antiki zelo uspešno.

## Arheologija
Svejhat je najbolj znan po svojih nedotaknjenih utrdbah iz srednjega do poznega 3. tisočletja pr. n. št. in templju iz poznega 3. tisočletja pr. n. št. na visoki gomili. Med izkopavanji leta 1993 je bilo odkrito veliko pokopališče z jaškasto-komornimi grobnicami iz sredine 3.  tisočletja pr. n. št. Svejhat je klasičen primer venčne gradnje naselij (nemško Kranzhugel), značilne za bronasto dobo severozahodne Mezopotamije, v kateri je bil okoli osrednje velike gomile venec manjših gomil.
Svejhat je v letih 1973-1975 izkopaval Thomas Holland za Ashmolov muzej Univerze Oxford. Izkopavanja so bila del projekta reševanja najdišč zaradi gradnje jezu Tabqa na Evfratu, za katerim je nastalo umetno Jezero Assad. Izkopavanja sta leta 1989 nadaljevala Holland iz Orientalnega instituta Univerze Čikaga in Richard L. Zettler iz Muzeja Univerze Pensilvanije. Izkopavanja so potekala leta 1989 in 1991 in ponovno leta 1992, potem pa so bila ustavljena. Kasneje so najdišče raziskovali arheologi pod vodstvom Michaela D. Dantija iz Oddelka za arheologijo Univerue Bostona. Med izkopavanji so bile odkrite tri grobnice iz zgodnje bronaste dobe, od katerih ena ni bila izropana.
Drugo pomembno uruško mesto v bližini Svejhata je Tell Hadžii Ibrahim.